# Варгатак
Варгатак (рум. Vargatac) — село у повіті Харгіта в Румунії. Адміністративно підпорядковане місту Георгень.
Село розташоване на відстані 260 км на північ від Бухареста, 45 км на північ від М'єркуря-Чука, 122 км на північ від Брашова.

## Населення
За даними перепису населення 2002 року у селі проживали 8 осіб, усі — угорці. Усі жителі села рідною мовою назвали угорську.